# Corticarina cyathigera
Corticarina cyathigera es una especie de coleóptero de la familia Latridiidae.

## Distribución geográfica
Habita en Bolivia.